# Ayresome Park
Ayresome Park var et fodboldstadion i det nordøslige England i byen Middlesbrough. Stadionet var hjemmebane for Middlesbrough F.C.. Det blev også brugt under VM i fodbold 1966. Det højeste tilskuer tal på Ayresome Park blev målt til 53.802. Det blev indviet i 1903, blev lukket i 1995, og nedrevet i 1997.
 